# Eugalta nigrita
Eugalta nigrita là một loài tò vò trong họ Ichneumonidae.